# Margaritus van Brindisi
Margaritus van Brindisi (ca. 1149 - 1197), bijgenaamd de Nieuwe Neptunus, was de laatste groot-admiraal van het koninkrijk Sicilië en was de eerste Graaf van Malta.

## Biografie
Margaritus van Brindisi begon tijdens de regering van Willem II van Sicilië zijn carrière in dienst van de Sicilianen. Daarvoor had hij jarenlang gediend als piraat op de Middellandse Zee. In 1185 was hij nauw betrokken bij de verovering van de Ionische Eilanden door de Sicilianen. Twee jaar later werd hij eropuit gestuurd met zijn vloot naar het Heilige Land waar hij de verschillende havensteden beschermde tegen de legers van Saladin. In 1191 werd hij benoemd tot de eerste Graaf van Malta, daarnaast verkreeg hij ook de titels Hertog van Durazzo en Prins van Tarente. Tijdens de oorlog tussen het Koninkrijk Sicilië en de Duitse Keizer Hendrik VI was hij belangrijk tijdens de belegeringen van de steden Napels en Palermo. Margaritus overleed in 1197.